# Gruppo del Kreuzeck
Il Gruppo del Kreuzeck (in tedesco Kreuzeckgruppe) è una sottosezione delle Alpi dei Tauri occidentali. La vetta più alta è il Mölltaler Polinik che raggiunge i 2.784 m s.l.m.. Si trova in Austria (Carinzia e marginalmente nel Tirolo Orientale). Il gruppo si trova appena sotto gli Alti Tauri e, talvolta, viene conglobato negli stessi.

## Classificazione

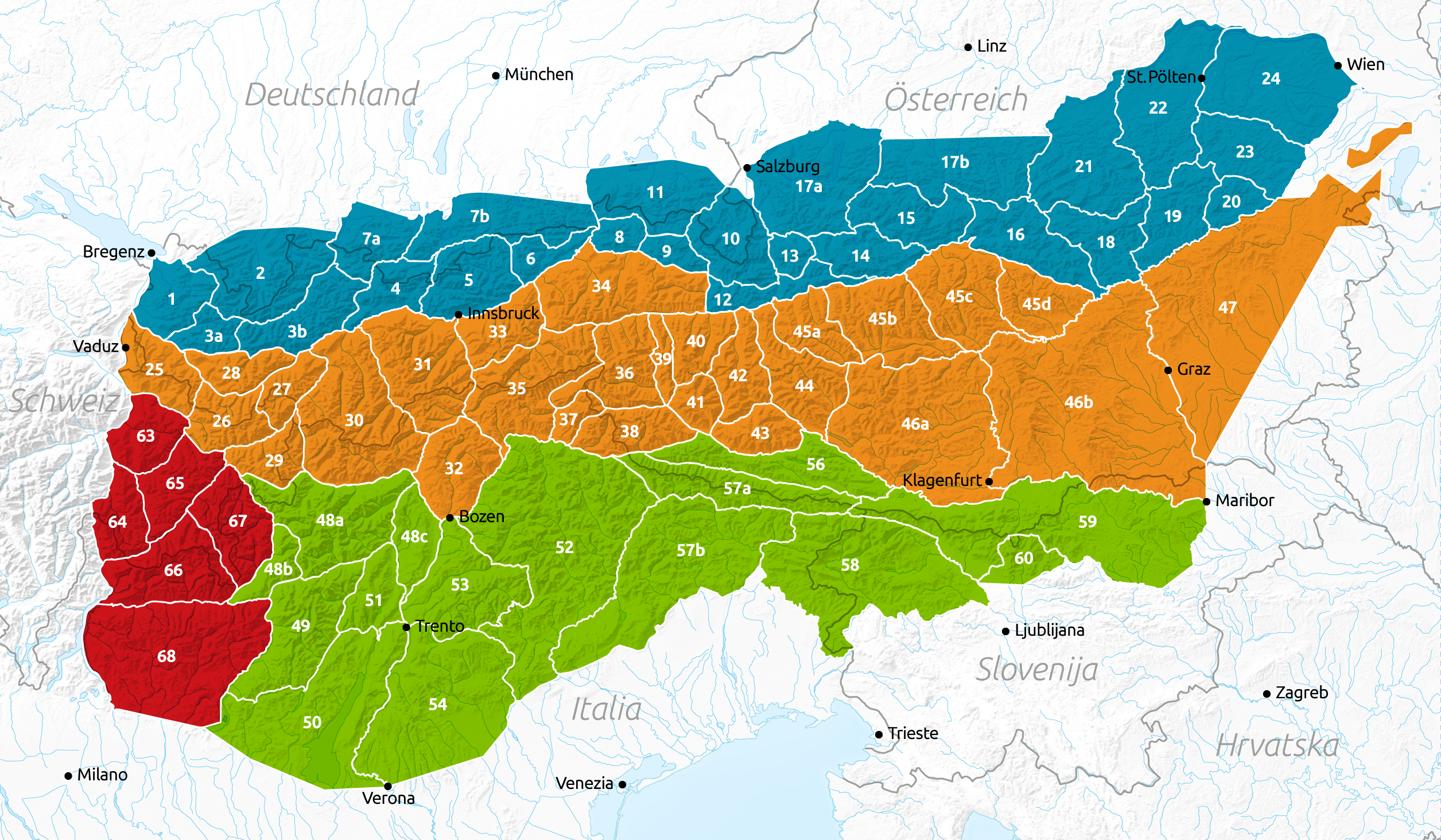
Il Gruppo del Kreuzeck secondo l'AVE è individuato dal numero 43.

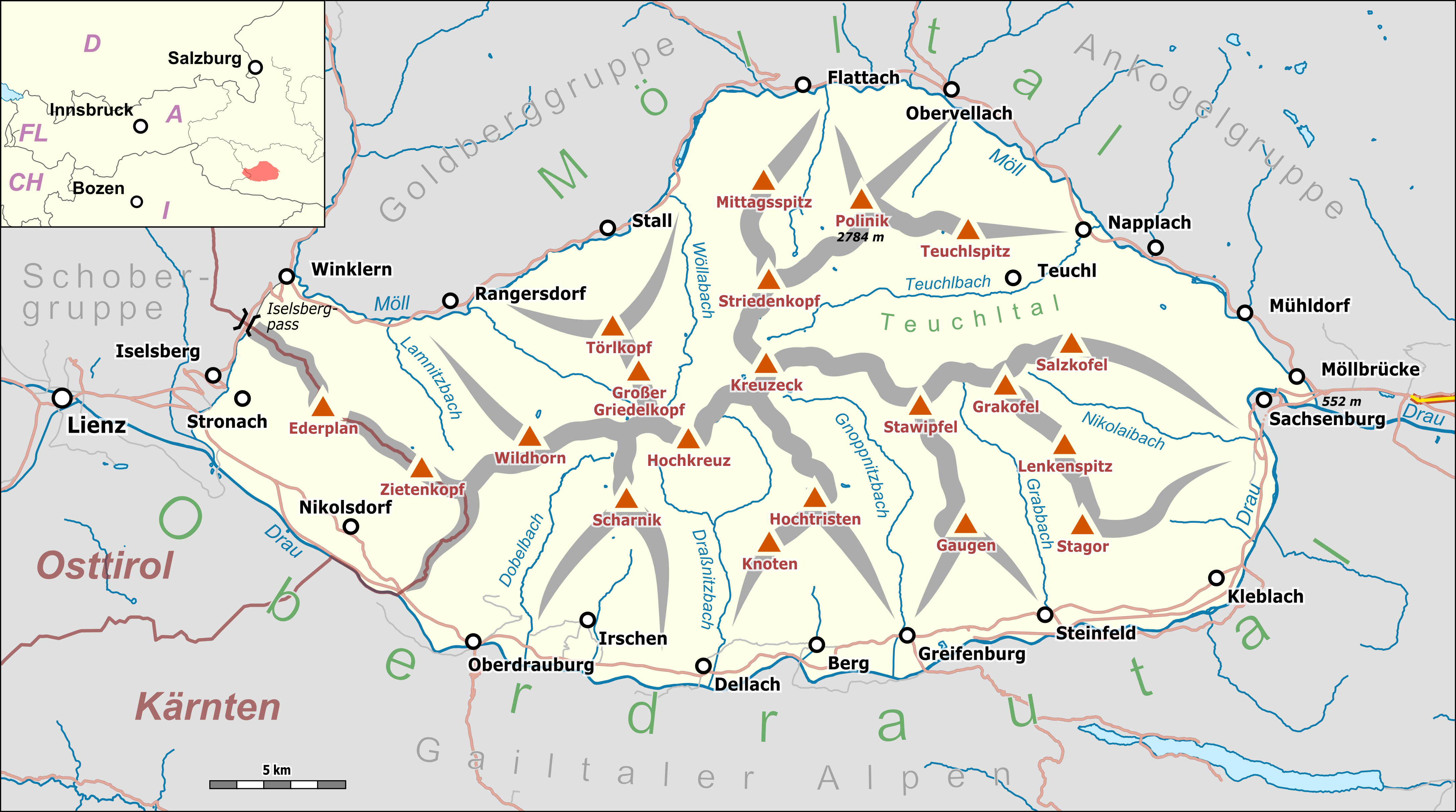
Cartina dettagliata del gruppo montuoso.

Secondo la SOIUSA il Gruppo del Kreuzeck è una sottosezione alpina con la seguente classificazione:
- Grande parte = Alpi Orientali
- Grande settore = Alpi Centro-orientali
- Sezione = Alpi dei Tauri occidentali
- Sottosezione = Gruppo del Kreuzeck
- Codice = II/A-17.IV

Secondo l'AVE costituiscono il gruppo n. 43 di 75 nelle Alpi Orientali.

## Delimitazione
Confina:
- a nord con gli Alti Tauri (nella stessa sezione alpina) e separato dal passo Iselsberg;
- a sud con le Alpi della Gail (nelle Alpi Carniche e della Gail) e separato dal corso del fiume Drava.

## Suddivisione
Si suddivide in un unico supergruppo e tre gruppi (tra parentesi i codici SOIUSA del supergruppo e dei gruppi):
- Gruppo del Kreuzeck (A)
  - Catena Hochkreuz-Kreuzeck (A.1)
  - Catena Polinik-Striedenkopf (A.2)
  - Catena Dechant-Grakofel (A.3)

## Vette principali

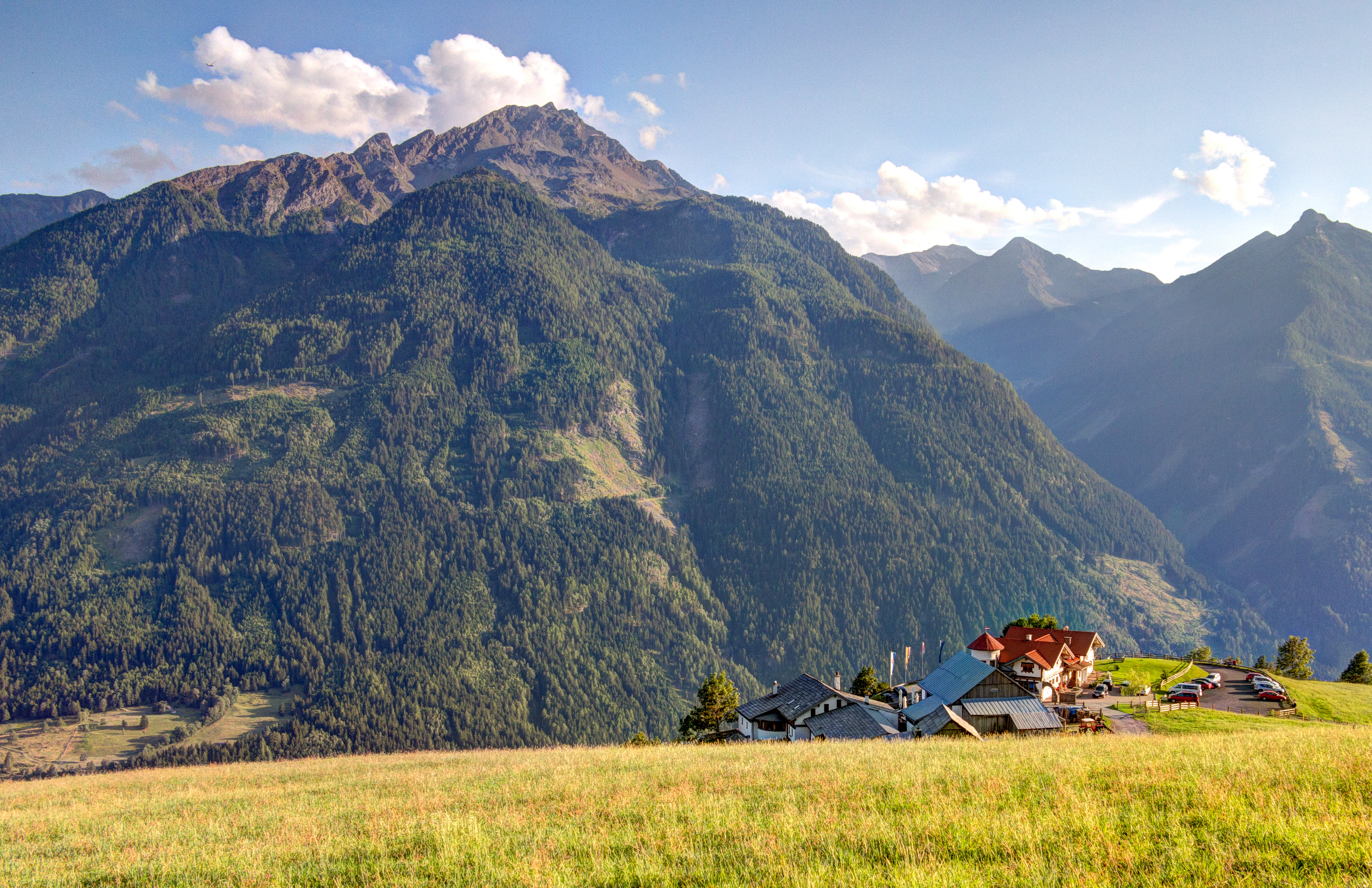
Il Mölltaler Polinik.

- Polinik - 2.784 m
- Striedenkopf - 2.749 m
- Hochkreuz - 2.709 m
- Kreuzeck - 2.701 m